# Schweizerischer Erdbebendienst

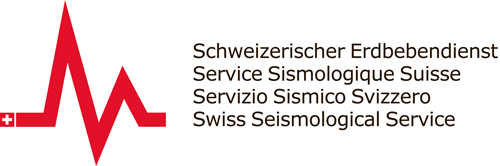
Logo Schweizerischer Erdbebendienst, 2014

Der Schweizerische Erdbebendienst (SED) an der ETH Zürich ist die Fachstelle des Bundes für Erdbeben. In dessen Auftrag überwacht er die Erdbebenaktivität in der Schweiz sowie im grenznahen Ausland und beurteilt die Erdbebengefährdung in der Schweiz. Im Falle eines Erdbebens informiert der SED Öffentlichkeit, Behörden und Medien über den Ort, die Stärke und mögliche Auswirkungen. Die Aktivitäten des SED sind in das eidgenössische Massnahmenprogramm Erdbebenvorsorge eingebunden. Ausserdem betreibt er Forschung und Lehre und ist zuständig für die Schweizer Beteiligung an der internationalen Atomteststoppüberwachung.

## Geschichte

Erdbebenwarte Degenried, Zürich

Die Anfänge des Schweizerischen Erdbebendienstes gehen zurück auf die Gründung der Erdbebenkommission im Jahr 1878. 1911 wurde die erste permanente Erdbebenwarte der Schweiz im Degenried oberhalb von Zürich errichtet. Drei Jahre später (1914) wurde dann das Mandat zur Erdbebenüberwachung im Bundesgesetz festgeschrieben und damit eine zuvor ehrenamtlich ausgeführte Aufgabe in eine Institution überführt. In seiner heutigen Form als ausserdepartementale Einheit an der ETH Zürich besteht der SED seit 2009.

## Erdbebenüberwachung
Mehr als 200 vom Schweizerischen Erdbebendienst betriebene seismische Stationen überwachen die Erdbebenaktivität in der Schweiz und ihren Nachbarländern in Echtzeit. Diese Stationen sind über das gesamte Land verteilt und an verschiedenen Orten, unter anderem in Höhlen, Tunneln und sogar in Bohrlöchern installiert.
Die Schweiz benötigt ein seismisches Netzwerk, um die Hintergrundseismizität zu überwachen und die Folgen seltener, grosser Erdbeben, die beträchtliche Schäden verursachen, zu verstehen. Dies ist auch in einem Land mit einem mässigen Erdbebenrisiko wie in der Schweiz wichtig. Ein dichtes, hochmodernes Netzwerk, das die Erdbebenaktivität in Echtzeit überwacht, erfüllt diese Aufgabe und informiert schnell Behörden, Medien und Öffentlichkeit über Erdbeben infolge erheblicher seismischer Ereignisse. Zudem stellt es hochwertige Daten für Risikostudien und grundlegende Erdbebenforschung bereit.
Das dichte seismische Netzwerk der Schweiz besteht aus hochentwickelten, modernen und rauscharmen Stationen mit Echtzeit-Datenübermittlung an verteilte Datenverarbeitungszentren an der ETH Zürich. Die Daten werden analysiert und die Ereignisse binnen weniger Sekunden nach ihrem Eintritt gemessen.
Die seismischen Daten stammen aus folgenden Quellen:
- Das nationale Netzwerk der Schweiz (CHNet), bestehend aus dem Breitbandnetz (SDSNet) und dem Starkbebennetz (SSMNet), nutzt vorwiegend Breitbandseismometer, um schwache lokale, mässige regionale und mässige bis starke globale Erdbeben zu registrieren. Akzelerometer werden eingesetzt, um mässige und starke lokale Erdbeben zu registrieren.
- Spezielle (häufig temporäre) Netzwerke werden zur Überwachung erhöhter natürlicher Erdbebenaktivität eingesetzt, um beispielsweise Nachbeben zu messen oder Forschungs- und Ausbildungsprojekte zu unterstützen (wie z. B. AlpArray und seismo@school). Zudem dienen sie dazu, induzierte Beben infolge von Geothermieprojekten zu überwachen oder um andere, gewerbliche Aufträge von Dritten auszuführen.

Die exakte Lokalisierung von Erdbeben ist von Beobachtungen abhängig, die durch zahlreiche Stationen ohne grosse Azimutabstände, darunter Stationen nahe am Epizentrum, gemacht werden. Da jedoch schädigende Beben, zu denen es in der Schweiz kommt, ihren Ursprung auch in Ereignissen jenseits der Landesgrenzen haben können, überwacht das seismische Netzwerk auch alle nahegelegenen, in Betrieb befindlichen Echtzeitstationen in den Nachbarländern.

## Erdbebengefährdung in der Schweiz

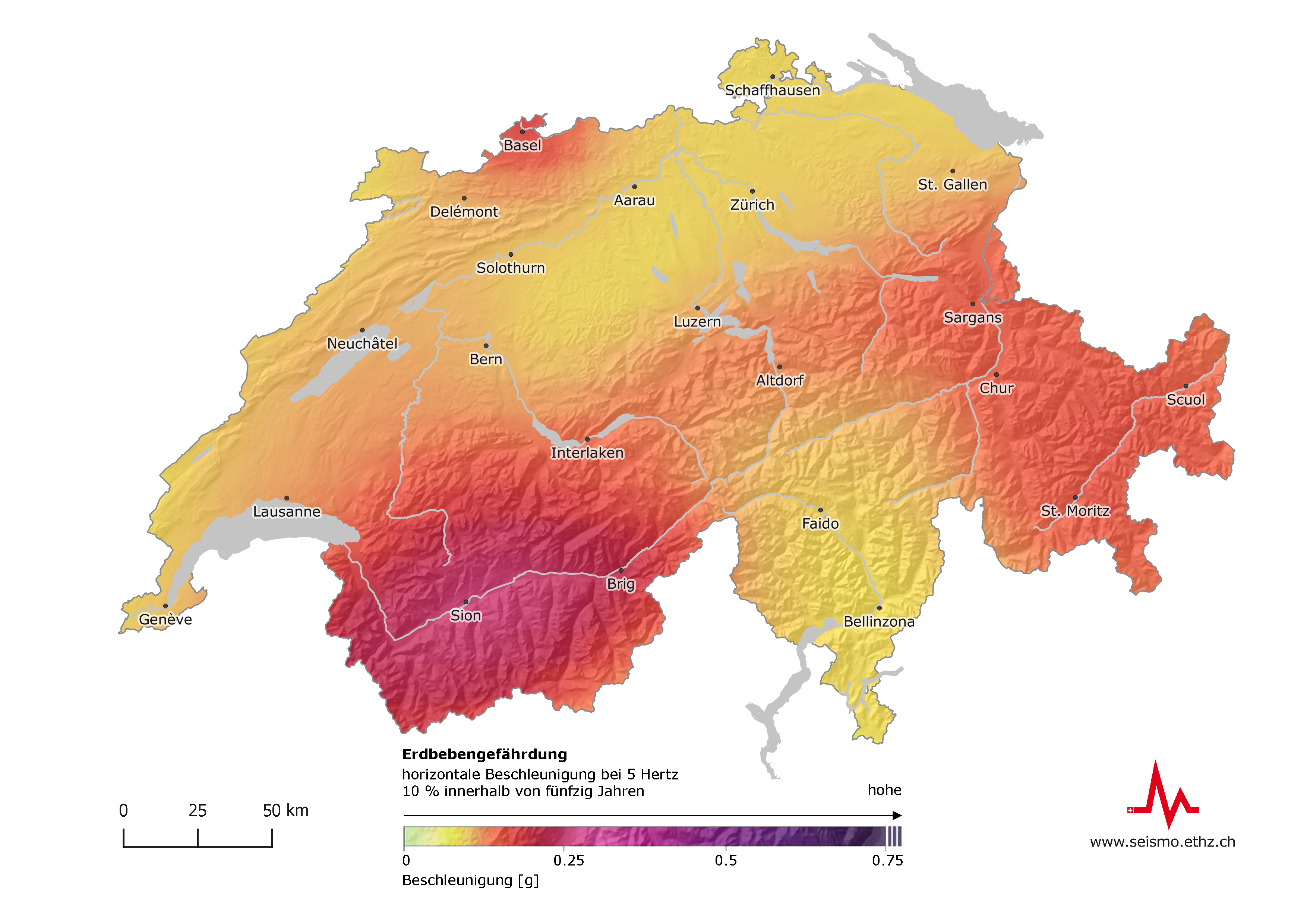
Erdbeben-Gefährdungskarte Schweiz

Im Vergleich mit anderen europäischen Ländern weist die Schweiz eine mittlere Erdbebengefährdung auf, wobei regionale Unterschiede bestehen: Im Wallis, in Basel, im St. Galler Rheintal, in Mittelbünden, im Engadin und in der Zentralschweiz werden mehr Erdbeben registriert als in anderen Gebieten. Erdbeben können aber jederzeit und überall in der Schweiz auftreten.
Die Anzahl registrierter Erdbeben beläuft sich in der Schweiz auf ungefähr 1‘000 bis 1‘500 pro Jahr. Davon sind durchschnittlich 10 bis 20 Erdbeben stark genug, um von der Bevölkerung verspürt zu werden. Mit einem starken Erdbeben mit einer Magnitude von etwa 6 ist im Durchschnitt alle 50 bis 150 Jahre zu rechnen. Ein Erdbeben dieser Stärke ereignete sich zum vorerst letzten Mal im Jahr 1946 bei Sierre im Wallis.
Das bisher stärkste Erdbeben in der Schweiz, das Basler Erdbeben 1356, hatte eine Magnitude von etwa 6.6 und zerstörte im Jahr 1356 grosse Teile der Stadt Basel. Käme es heute in Basel zu einem ähnlichen Erdbeben, wäre mit mehreren tausend Todesopfern, zehntausenden Schwer- und Leichtverletzten sowie mit Sachschäden in der Grössenordnung von bis zu 140 Milliarden Schweizer Franken zu rechnen.
Den besten Schutz vor den Auswirkungen eines Erdbebens bieten eine erdbebengerechte Bauweise sowie das Sichern von Gegenständen, die herunterfallen könnten. In der Schweiz ist bei 90 Prozent der Gebäude unklar, inwieweit sie einem starken Erdbeben standhalten. Nur wenige Kantone schreiben die Einhaltung der Baunormen für erdbebengerechtes Bauen gesetzlich fest.

## Alarmierung im Ereignisfall
Erdbeben lassen sich weder vorhersagen noch verhindern. Der SED zeichnet die Erschütterungen des Bodens jedoch kontinuierlich auf. Innert ungefähr 90 Sekunden erscheinen auf der Webseite www.seismo.ethz.ch Angaben zum Zeitpunkt, zum Ort, zur Stärke und zu den möglichen Auswirkungen eines Bebens. Ab einer Magnitude von 2.5 werden Erdbebenmeldungen zudem auf dem Twitter-Kanals des SED @seismoCH_D, auf der MeteoSchweiz App sowie auf naturgefahren.ch publiziert.
Möglicherweise spürbare Erdbeben meldet der SED automatisch an Behörden und Medien. Gleichzeitig werden diese Informationen dem 24-Stunden Pikettdienst des SED via Pager, E-Mail und SMS übermittelt. Dieser steht Behörden und Medien für weiterführende Informationen zu aktuellen Erdbeben zur Verfügung und erarbeitet Hintergrundinformationen, die auf der Webseite veröffentlicht werden. Bei grossen Schadensbeben weltweit informiert der SED zusätzlich das Schweizerische Korps für humanitäre Hilfe (SKH).

## Forschung und Lehre
Die Forschenden des SED beteiligen sich neben der Erdbebenüberwachung und der Beurteilung der Erdbebengefährdung an vielen nationalen und internationalen Forschungsprojekten, die zum Grossteil durch Drittmittel finanziert werden. Dies garantiert einen regen fachlichen Austausch über die Landesgrenzen hinaus. Gebiete, in denen sich die Forschenden am SED engagieren sind zum Beispiel die Glazio- und Ingenieur-Seismologie, statistische Seismologie, induzierte Seismizität, die Überwachung von Felsstürzen und Seismotektonik. Ziel der Forschung beim SED ist es primär, Erdbeben und ihre Auswirkungen besser zu verstehen und damit einen Beitrag zum Umgang mit dieser Naturgefahr zu leisten, die weltweit eine Bedrohung darstellt. Gleichzeitig werden innovative Wege gesucht, um mit seismologischen Methoden mehr über fundamentale Prozesse der Erde zu erfahren. Ebenfalls eine wichtige Rolle für den SED spielt die Ausbildung von Nachwuchsforschenden. Dies geschieht in Form von Vorlesungen und Seminaren, die in den Lehrbetrieb der ETH integriert sind, sowie durch die Betreuung von Master- und Doktorarbeiten.

## Atomteststoppüberwachung
Im Jahr 1996 haben sich die Staaten der UNO darauf geeinigt, den Kernwaffenteststopp-Vertrag aufzulegen. Um die Einhaltung dieses Vertrages zu überprüfen, wurde ein internationales Überwachungssystem eingerichtet.
Der SED leistet einen Beitrag, indem er die Organisation des Vertrags über das umfassende Verbot von Nuklearversuchen in Wien mit Daten beliefert, welche die eigens dafür errichtete seismische Station im Dischmatal bei Davos aufzeichnet. An dieser Station wurden beispielsweise bereits zwölf Minuten nach dem Atomwaffentest im Februar 2013 in Nordkorea entsprechende Bodenerschütterungen registriert.